# 2ª Divisione celere “Emanuele Filiberto Testa di Ferro”
Die 2ª Divisione celere “Emanuele Filiberto Testa di Ferro” (deutsch 2. schnelle Division „Emanuele Filiberto Testa di Ferro“) war eine von drei schnellen Divisionen des italienischen Heeres. Im Zweiten Weltkrieg wurde die Division auf dem Balkan eingesetzt.

## Namensgebung
Die 2. schnelle Division war nach Herzog Emanuel Philibert von Savoyen benannt, der im 16. Jahrhundert die Grundlagen für das piemontesische und dann italienische Heer schuf.

## Geschichte

### Aufstellung
Die Geschichte der Division geht zurück auf die 1882 aufgestellte 2. Kavalleriedivision, deren Traditionen nach dem Ersten Weltkrieg die II. Kavalleriebrigade übernahm. Am 17. April 1930 wurde in Bologna die 2. schnelle Division als eine von drei schnellen Divisionen aufgestellt und mit ihr die II. Kavalleriebrigade, ein Artillerieregiment, eine leichte Panzerabteilung sowie kleinere Einheiten unterstellt. Diese drei teils berittenen, teils motorisierten Verbände bestanden von 1930 bis 1943.

### Umgliederung
Am 1. Februar 1938 entfiel die Brigadeebene, womit die entsprechenden Regimenter der Division direkt unterstellt wurden. Dabei handelte es sich um zwei berittene Kavallerieregimenter (die mehrmals ausgetauscht wurden), das 6. Bersaglieri-Regiment auf Fahrrädern, das teilweise motorisierte 2. schnelle Artillerieregiment, die leichte Panzerabteilung „San Marco“ auf L3/33 und L6/40 sowie kleinere Unterstützungseinheiten mit insgesamt rund 7000 Mann.

### Albanien-Feldzug
Im April 1939 nahm die Division an der italienischen Invasion Albaniens teil.

### Grenzsicherung
Danach wurde sie in den Nordosten Italiens verlegt, wo sie die Grenze zu Jugoslawien sicherte.
Im März 1941 musste man das 2. Artillerieregiment bis auf eine Abteilung abgeben, im Juli dann auch letztere.

### Balkanfeldzug
Im April 1941 nahm die 2. schnelle Division mit dem schnellen Korps als Teil der 2. italienischen Armee an dem von der deutschen Wehrmacht angeführten Jugoslawienfeldzug teil.

### Rückverlegung in die Garnisonen
Im Juli 1941 kehrte sie in den Nordosten Italiens zurück.

### Besatzungsaufgaben in Jugoslawien
Gegen Ende des Jahres 1941 wurde die Division mit ihren verbliebenen Einheiten nochmals gegen jugoslawische Partisanen eingesetzt und verlegte dann erst nach Ferrara und dann nach Mondovì.
Das 6. Bersaglieri-Regiment musste im Januar 1942 an die 3. schnelle Division abgegeben werden, im folgenden Monat März verlor die Division auch das Kavallerieregiment „Lancieri di Firenze“.

### Umgliederung zur Panzer-Division
Am 1. Mai 1942 begann eine Umgliederung der Division zur 134. Panzerdivision „Freccia“, die jedoch bis zum folgenden August wieder rückgängig gemacht wurde. Die 134. Panzerdivision bestand im Wesentlichen aus dem gepanzerten Kavallerieregiment „Lancieri di Vittorio Emanuele II“, dem 1. Bersaglieri-Regiment und dem 134. Panzerartillerie-Regiment, hinzu kam für einige Wochen das Kavallerieregiment „Lancieri di Montebello“ als Panzeraufklärungsverband.

### Neugliederung als schneller Verband
Am 1. August 1942 nahm die Division wieder ihren alten Namen an. Sie bestand aus den Kavallerieregimentern „Nizza Cavalleria“, „Piemonte Reale Cavalleria“ und „Genova Cavalleria“ sowie aus dem 134. motorisierten Artillerieregiment und kleineren Einheiten. Mit diesen Verbänden verlegte die Division im November 1942 in die südostfranzösischen Départements Alpes-Maritimes und Var.

### Auflösung der Division nach dem Waffenstillstand
Am 4. September 1943 zog die Division in Richtung Piemont ab, wo sie nach dem Waffenstillstands von Cassibile am 12. September 1943 bei Cuneo aufgelöst wurde.

## Kommandeure
Liste der Kommandeure von 1930 bis 1943:
- Generale di Divisione Aldo Aimonio
- Generale di Divisione Cesare Bonati
- Generale di Divisione Claudio Trezzani
- Generale di Brigata Gervasio Bitossi (interim)
- Generale di Divisione Lorenzo Dalmazzo
- Generale di Divisione Sebastiano Visconti Prasca
- Generale di Brigata Furio Monticelli (interim)
- Generale di Divisione Gavino Pizzolato
- Generale di Divisione Carlo Ceriana Mayneri
- Colonnello Gian Carlo Ticchioli (interim)
- Generale di Brigata Enrico Kellner
- Generale di Brigata Mario Badino Rossi
- Generale di Brigata Giuseppe Andreoli